# Полость таза
Полость таза (лат. cávitas pélvis) — анатомическое пространство, ограниченное костями таза. Полость таза содержит репродуктивные органы, мочевой пузырь, прямую кишку и многие другие органы и анатомические образования. В связи с тем, что эти структуры расположены в относительно небольшом пространстве, патологические изменения в одном органе способны оказывать влияние на функцию соседних. Так, расширенная вследствие атонического запора прямая кишка может оказывать компрессионное воздействие на мочевой пузырь, а травма срамного нерва во время родов может привести к анальному недержанию.

## Границы
Передней границей полости таза является лонное сочленение, задней — крестец и копчик.
В полости таза различают два отдела — верхний, более широкий (большой таз), и нижний (малый таз). Полость малого таза является истинной полостью таза в узком смысле. Границей между большим и малым тазом является пограничная линия, проходящая через мыс крестца, дугообразные линии подвздошных костей, гребни лобковых костей и верхний край лобкового симфиза.
Таким образом, малый таз (или «истинный таз») содержит анатомические структуры, расположенные ниже пограничной линии. Например, крестцовые чревные нервы, отходящие в сегментах S2-S4, расположены в «истинной» полости таза, а бедренные нервы, отходящие в сегментах L2-L4 и расположенные в большом тазу, не являются образованиями таза в узком смысле.
- Артерии малого таза
- Нервные ганглий, сплетения и нервы малого таза